# شيروود جونستون
شيروود جونستون (بالإنجليزية: Sherwood Johnston)‏ هو سائق سيارة سباق أمريكي، ولد في 29 سبتمبر 1927، وتوفي في 9 نوفمبر 2000 في يوريكا في الولايات المتحدة.

## روابط خارجية
- شيروود جونستون على موقع DriverDB.com (الإنجليزية)